# 3963 Paradzhanov
3963 Paradzhanov eller 1969 TP2 är en asteroid i huvudbältet som upptäcktes den 8 oktober 1969 av den sovjetiska astronomen Ljudmila Tjernych vid Krims astrofysiska observatorium på Krim. Den är uppkallad efter den sovjetiska filmregissören Sergej Paradzjanov.
Asteroiden har en diameter på ungefär 5 kilometer och den tillhör asteroidgruppen Nysa.